# Aiteta brooksi
Aiteta brooksi is een vlinder uit de familie van de visstaartjes (Nolidae). De wetenschappelijke naam van de soort is voor het eerst geldig gepubliceerd in 1976 door Holloway.